# Nes (Suðuroy)
Nes (dánul: Næs) település Feröer Suðuroy nevű szigetén. Közigazgatásilag Vágur községhez tartozik. A sziget keleti partján, a Vágs-fjord mellett fekszik.

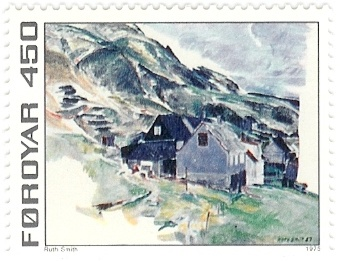
Ruth Smith: Nes

## Földrajz
A település napjainkban már a sziget második legnagyobb településének, Vágurnak az elővárosa.

## Történelem
A hagyomány szerint a 15. században a vitatott telekhatárokról birkózással döntöttek.